# No Mercy 2008
No Mercy (2008) was een professioneel worstel-pay-per-view (PPV) evenement dat georganiseerd werd door de World Wrestling Entertainment (WWE) voor hun Raw, SmackDown! en ECW brands. Het was de 11e editie van No Mercy en vond plaats op 5 oktober 2008 in het Rose Garden Arena in Portland, Oregon.
Acht wedstrijden stonden op het programma, waaronder een supercard, twee main events. De belangrijkste wedstrijd was een ladder Match, waarin de World Heavyweight Champion Chris Jericho Shawn Michaels versloeg om zijn titel te behouden. De andere was een wedstrijd voor het WWE Championship, waarin Triple H won van Jeff Hardy om zijn titel te behouden. Drie wedstrijden stonden op de undercard. ECW Champion Matt Hardy versloeg Mark Henry om zijn titel te behouden, Batista versloeg John "Bradshaw" Layfield voor het World Heavyweight Championship en Big Show versloeg The Undertaker.

## Achtergrond
De belangrijkste feud (een rivaliteit tussen twee worstelaars) voor SmackDown was tussen Triple H en Jeff Hardy voor het WWE Championship. Op 12 september 2008 werd op aflevering van SmackDown bekend gemaakt dat er een fatal 4-way wedstrijd (een standaard worstelwedstrijd waarbij vier deelnemers betrokken zijn) zou worden gehouden. De winnaar van die wedstrijd zou een wedstrijd tegen Triple H krijgen voor het WWE Championship op bij het evenement No Mercy. The Brian Kendrick, Shelton Benjamin, Montel Vontavious Porter (MVP) en Jeff Hardy waren de vier deelnemers van de wedstrijd, die Hardy won.
De belangrijkste wedstrijd voor Raw was een ladder match, waarin het doel was om de titel, die 5 meter boven de ring hing, te pakken met behulp van een ladder. World Heavyweight Champion Chris Jericho verdedigde zijn titel tegen Shawn Michaels. Ook werd bekendgemaakt dat Batista een wedstrijd had tegen John "Bradshaw" Layfield (JBL) om de eerst volgende tegenstander te worden voor het World Heavyweight Championship.
Op 8 september 2008, werd er op een aflevering Raw bekendgemaakt dat Candice Michelle een wedstrijd zou krijgen voor het WWE Women's Championship. Ze zou tegen de winnaar van de kampioenschapswedstrijd later die avond moeten. Beth Phoenix verdedigde haar titel tegen Mickie James en ze behield haar titel. Op het evenement No Mercy, verloor Candice Michelle van Beth Phoenix.
Op een aflevering van ECW op 17 september 2008 werd bekendgemaakt dat Matt Hardy zijn ECW Championship moest verdedigen tegen Mark Henry.
Op 22 september 2008, op een aflevering van Raw, werd bekend dat Kane een wedstrijd kreeg tegen Rey Mysterio. De volgende week werd nog een extra voorwaarde toegevoegd aan deze wedstrijd. Als Kane won op No Mercy, werd Mysterio gedwongen om zijn masker af te doen na de wedstrijd. Aangezien Rey Mysterio van Mexicaanse afkomst is, is het een grote schande als je "ontmaskerd" wordt als een Luchador (worstelaar, meestal in Lucha Libre).
Ook werd een wedstrijd tussen Big Show en The Undertaker aangekondigd. Dit was, omdat Undertaker Vickies ziel wilde hebben en Big Show beschermde Vickie. Bij het evenement Unforgiven leidde dit tot een gevecht tussen de twee, waarbij Undertaker in elkaar werd geslagen. Twee weken later sloeg Undertaker Chavo Guerrero in elkaar. Vickie Guerrero stuurde Big Show weg om Chavo te helpen. Ondertussen "verscheen" Undertaker in de ring en gaf haar een Tombstone Piledriver. Big Show daagde hierop de Undertaker uit tot een wedstrijd.

## Matches
| Nr. | Wedstrijd                                                      | Winnaar(s)    | Opmerkingen                                                                                 | Bron  |
| --- | -------------------------------------------------------------- | ------------- | ------------------------------------------------------------------------------------------- | ----- |
| 1D  | The Colóns (Carlito & Primo Colón) vs. John Morrison & The Miz | The Colóns    | Tag team match.                                                                             | [ 1 ] |
| 2   | Matt Hardy (c) vs. Mark Henry (met Tony Atlas)                 | Matt Hardy    | Eén-op-één match voor het ECW Championship.                                                 | [ 1 ] |
| 3   | Beth Phoenix (met Santino Marella) (c) vs. Candice Michelle    | Beth Phoenix  | Eén-op-één match voor het WWE Women's Championship.                                         | [ 1 ] |
| 4   | Rey Mysterio vs. Kane                                          | Rey Mysterio  | Eén-op-één match. Als Mysterio verloor moest hij zijn masker afdoen.                        | [ 1 ] |
| 5   | Batista vs. John "Bradshaw" Layfield                           | Batista       | Eén-op-één match om Number One Contender te worden voor het World Heavyweight Championship. | [ 1 ] |
| 6   | Big Show vs. The Undertaker                                    | Big Show      | Eén-op-één match.                                                                           | [ 1 ] |
| 7   | Triple H (c) vs. Jeff Hardy                                    | Triple H      | Eén-op-één match voor het WWE Championship.                                                 | [ 1 ] |
| 8   | Chris Jericho (c) vs. Shawn Michaels                           | Chris Jericho | Ladder match voor het World Heavyweight Championship.                                       | [ 1 ] |